# C*-環
数学における C*-環（シースターかん、英: C*-algebra）とは複素数体上の完備なノルム環で複素共役に類似の作用をもつものであり、フォン・ノイマン環と並ぶ作用素環論の主要な研究対象である。C*-代数（シースターだいすう）とも呼ばれる。1943年のGel'fand-Naimarkと1946年のRickartの研究によって公理系が与えられた。'C*-algebra' という用語は1947年にSegalによって導入された。
C*-環はその内在的な構造のみにもとづいて公理的に定義されるが、実はどんな C*-環もヒルベルト空間上の線形作用素のなす環で、随伴操作とノルムに関する位相で閉じたものとして実現されることが知られている。また、可換な C*-環を考えることは局所コンパクト空間上の複素数値連続関数環を考えることになり、その連続関数環からはもとの位相空間を復元できるので、可換 C*-環の理論は局所コンパクト空間の理論と等価だといえる。一般の C*-環は、群（あるいは亜群）など、幾何学的な文脈に現れながら普通の空間とは見なされないようなものを包摂しうる変形（「量子化」）された空間を表していると考えることもできる。

## 定義
集合 A は以下のような構造を持つとき C*-環と呼ばれる。
1. A は 複素数体 C 上の体上の多元環（代数）である。
2. 対合と呼ばれる A からそれ自身への全単射写像 {\displaystyle \ast \colon a\mapsto a^{*}} があって、
  - (λa + μb)* = λa* + μb*,
  - (ab)* = b*a*,
  - (a*)* = a

が任意の a, b ∈ A, λ, μ ∈ C について成り立つ。
3. A には ノルム ‖ • ‖ が存在し、任意の a, b ∈ A について
  - ‖ ab ‖ ≤ ‖ a ‖‖ b ‖

が成り立つ。さらに A はこのノルムに関して完備である。
4. 任意の a ∈ A についてノルムの C*-性 (C*-property of the norm):
  - ‖ a*a ‖ = ‖ a ‖2

が成り立つ。

一般的には上の条件 1, 2 を満たすものを *-環あるいは対合（付き）環、条件 1, 3 を満たすものをバナッハ環あるいは省略して B-環、条件 1, 2, 3 を満たすものをバナッハ *-環あるいは省略して B*-環という。すなわち C*-環とはバナッハ *-環でノルムの C*-性を満たすものである。一般の C*-環は乗法の単位元 1 を持つことを仮定されないが、乗法の単位元を持つような C*-環は単位的 (unital) であると言われる。
C*-環 A と B について、A から B への環の準同型写像 f で対合作用 "∗" を保つものは C*-環の準同型、または *-準同型とよばれる。実は f に対する代数的な仮定から f がノルム 1 以下の（特に、連続な）線形写像であることが従う。とくに、与えられた C*-環に対してその *-構造と両立するノルムは1つしか存在しない。

## 例
C(Ω)
コンパクトハウスドルフ空間 Ω 上の複素数値連続関数のなす関数空間 C(Ω) （例えば実閉区間 [0,1] 上の連続関数たち）を考える。このとき、積を点ごとの積： f⋅g(s) = f(s)g(s), 対合を複素共役: f*(s) = f(s), ノルムを一様ノルム: ‖ f ‖ = sup{|f(s)|  |  s ∈ Ω} で定めると、C(Ω) は定数関数 1 を単位元としてもつ可換な C*-環となる。逆に、単位元をもち可換な C*-環はあるコンパクトハウスドルフ空間 Ω についての C(Ω) と同型になる。このコンパクト空間は環の極大イデアルの空間として実現でき、この同一視の方法はゲルファント表現と呼ばれる。
C0(Ω)
同様にして局所コンパクトハウスドルフ空間 Ω 上の無限遠で消える複素数値連続関数のなす関数空間 C0(Ω) = {f ∈ C(Ω); 任意の ε > 0 に対して |f(s)| ≥ ε となる s ∈ Ω のなす集合はコンパクト} （例えば実直線 ℝ 上の f(t) = 0 であるような関数たち）を考えると、上の例と同様のノルムと対合によって C0(Ω) は（Ω がコンパクトでないときには単位元をもたない）可換な C*-環となる。
B(H)
ヒルベルト空間 H 上の有界線形作用素のなす代数 B(H) はノルムを作用素ノルム: ‖ A ‖ = ‖ Ax ‖⁄‖ x ‖, 対合を (A*x, y) = (x, Ay) で特徴付けられる随伴として、H 上の恒等作用素 I を単位元にもつ C*-環になる。特に、任意の自然数 n について n-次複素行列環 Mn(C) は複素転置共役を対合として C*-環になっている。
具体的な C*-環 M
同様にして B(H) の部分 *-代数 M が作用素ノルムで閉じているとき、M は C*-環である。これを具体的な C*-環 (concrete C*-algebra) という。コンパクト作用素のなす環 K(H) が例として挙げられる。Gelfand-Naimark の定理によって任意の C*-環はある具体的な C*-環と同型になる。また、可分な C*-環は可分ヒルベルト空間上の具体的な C*-環に同型になる。
被約群環
離散群 G が与えられたとき、ヒルベルト空間 l2G とその上の作用素たち λg: δh ↦ δgh が得られる。l2G 上の C*-環で λg (g ∈ G) 全てを含む最小のものは G の被約群環 C*λG とよばれる。離散とは限らない局所コンパクト群についてもこの定義は一般化される。

## 構造
C*-環 A の元のうちで x.x* とかけるものは正（非負）であると呼ばれる。A の正な元全体の集合は錐（加法と正の実数倍について閉じている）をなし、A の正錐 (positive cone) と呼ばれる。局所コンパクト空間上の連続関数環内で正な元とは各点で正（非負）の実数値を取る関数のことであり、ヒルベルト空間 H 上の具体的な C*-環の中で正な元とは任意の H のベクトル ξ について (Tξ, ξ) ≥ 0 となるような作用素 T のことになる。
単位的 C*-環 A 上の汎関数（連続線形形式）φ で、正な元を正の実数にうつし、φ(1) = 1を満たすようなものは A 上の状態と呼ばれる。A 上の汎関数 φ が状態であるということは φ が ‖ φ ‖ = φ(1) = 1 を満たすということと同値になる。単位的とは限らない C*-環の上の状態は正な元を正の実数にうつし、かつノルム 1 であるような汎関数として定義される。局所コンパクト空間上の連続関数環に対する状態とは正則ボレル測度で全測度 1 であるようなものについての関数の積分である。A がヒルベルト空間 H上に表現された C*-環のとき、ノルム 1 のベクトル ξ ∈ AH は φξT ↦ (Tξ, ξ) によって A 上の状態を定める。これは量子力学の数学的定式化における特定の状態の下での物理量の測定の期待値を与える操作に対応しており、「状態」という用語のもとになっている。
局所コンパクト空間 Ω とその上の全測度 1 の正則ボレル測度 μ からは C0(Ω) の作用するヒルベルト空間 L2(Ω, μ) と C0(Ω) 上の状態 φμ(f) = ∫ f dμ が得られるし、ヒルベルト空間 H 上の C*-環 A の状態を AH 内の単位的ベクトルから得ることができるが、これらのヒルベルト空間 L2(Ω, μ) や AH とそれぞれへの環の作用は、環と状態 φμ や φξ についての情報のみから復元することができる。実際、C*-環 A 上の状態 φ が与えられたとき、ベクトル空間としての A は内積 (x, y) = φ(y*x) によって前ヒルベルト空間となっており、さらに A の元を左からかける操作は内積から定まるノルムについて連続になっている。従ってこの前ヒルベルト空間を完備化したヒルベルト空間 Aφ 上に A を表現することができる。これを状態 φ に関するGelfand-Naimark-Segal表現（GNS表現）とよぶ。この表現について A の元 a は少なくとも作用素ノルム √φ(a*a) を持っている。従って、どんな C*-環も十分に多くの状態を持っていることを示せばGelfand-Naimarkの定理が得られることになる。
C*-環 A に対し、その双対の双対 A** は W*-環の構造を持っている。これは A の普遍包絡環とよばれる。A のヒルベルト空間 H 上への表現 π: A → B(H) が与えられたとき π(A) の生成するフォン・ノイマン環π(A)′′ を考えることができるが、このとき A** から π(A)′′ の上への正規準同形が存在する。別の言い方をすれば π(A)′′ が A** に作用素の弱位相で閉じたイデアルとして含まれている。

## 他の分野への応用
C*-環は数理物理における力学系、代数的観点からの場の量子論、量子統計力学、量子情報理論等に応用される。